# The Child of the Prairies
The Child of the Prairies è un cortometraggio muto del 1913 diretto da William Duncan.

## Produzione
Il film fu prodotto dalla Selig Polyscope Company.

## Distribuzione
Il copyright del film, richiesto da The Selig Polyscope Company, Incorporated, fu registrato L'8 novembre 1913 con il numero LU1545.

Distribuito dalla General Film Company, il film - un cortometraggio in due bobine che aveva come sottotitolo quello di How the Waif Found Her Own - uscì nelle sale cinematografiche statunitensi il 13 novembre 1913.

### Conservazione
Copia della pellicola (35 mm nitrato positivo) si trova conservata negli archivi della Library of Congress; altre copie in 16mm, in collezioni private.